# Jacy Diniz Rocha
Jacy Diniz Rocha (* 29. September 1958 in São João Evangelista, Minas Gerais) ist ein brasilianischer Geistlicher und römisch-katholischer Bischof von São Luíz de Cáceres.

## Leben
Jacy Diniz Rocha studierte am Priesterseminar in Brasília, an der Theologischen Hochschule in Barra und an der Pontifícia Universidade Católica de Minas Gerais in Belo Horizonte. Am 26. Mai 1984 empfing er das Sakrament der Priesterweihe für das Bistum Barreiras.
Nach seiner Priesterweihe war er in der Pfarrseelsorge, in der Berufungspastoral und als Erzieher am Propädeutikum des Bistums tätig. Im Jahr 2003 wechselte in das Bistum Guanhães, in dessen Klerus er am 23. Januar 2006 inkardiniert wurde. Hier war er in der Pfarrseelsorge und als Verantwortlicher für die Ausbildung pastoraler Mitarbeiter tätig. Bis zu seiner Ernennung zum Bischof war er Pfarrer in Coluna und Diözesankoordinator für die Seelsorge. Er gehörte dem Priesterrat und dem Konsultorenkollegium an.
Am 10. Mai 2017 ernannte ihn Papst Franziskus zum Bischof von São Luíz de Cáceres. Die Bischofsweihe spendete ihm der Bischof von Caratinga, Emanuel Messias de Oliveira, am 8. Juli desselben Jahres. Mitkonsekratoren waren der Bischof von Guanhães, Jeremias Antônio de Jesus, und der Bischof von Araçuaí, Marcello Romano.